# Стожер (Бијело Поље)
Стожер је насеље у општини Бијело Поље у Црној Гори. Према попису из 2003. било је 257 становника (према попису из 1991. било је 354 становника).

## Демографија
У насељу Стожер живи 214 пунолетних становника, а просечна старост становништва износи 43,2 година (41,5 код мушкараца и 45,0 код жена). У насељу има 67 домаћинстава, а просечан број чланова по домаћинству је 3,84.
Становништво у овом насељу веома је хетерогено, а у последња три пописа, примећен је пад у броју становника.
|  |

| Демографија | Демографија | Демографија |
| Година      | Становника  | Становника  |
| ----------- | ----------- | ----------- |
|             |             |             |
|             |             |             |
|             |             |             |
|             |             |             |
| 1948.       | 511         |             |
| 1953.       | 507         |             |
| 1961.       | 588         |             |
| 1971.       | 600         |             |
| 1981.       | 476         |             |
| 1991.       | 354         | 349         |
| 2003.       | 279         | 257         |
|             |             |             |

| Етнички састав према попису из 2003.‍ | Етнички састав према попису из 2003.‍ | Етнички састав према попису из 2003.‍ | Етнички састав према попису из 2003.‍ | Етнички састав према попису из 2003.‍ |
| ------------------------------------ | ------------------------------------ | ------------------------------------ | ------------------------------------ | ------------------------------------ |
|                                      |                                      |                                      |                                      |                                      |
| Срби                                 | Срби                                 |                                      | 156                                  | 60,70%                               |
| Црногорци                            | Црногорци                            |                                      | 87                                   | 33,85%                               |
| непознато                            | непознато                            |                                      | 3                                    | 1,16%                                |

| Година пописа     | 1948. | 1953. | 1961. | 1971. | 1981. | 1991. | 2003. |
| ----------------- | ----- | ----- | ----- | ----- | ----- | ----- | ----- |
| Број домаћинстава | 76    | 77    | 91    | 102   | 89    | 88    | 67    |

| Број чланова      | 1  | 2  | 3  | 4  | 5 | 6 | 7 | 8 | 9 | 10 и више | Просек |
| ----------------- | -- | -- | -- | -- | - | - | - | - | - | --------- | ------ |
| Број домаћинстава | 67 | 12 | 15 | 11 | 5 | 8 | 7 | 2 | 2 | 1         | 4      |

| Пол    | Укупно | Неожењен/Неудата | Ожењен/Удата | Удовац/Удовица | Разведен/Разведена | Непознато |
| ------ | ------ | ---------------- | ------------ | -------------- | ------------------ | --------- |
| Мушки  | 123    | 56               | 57           | 6              | 0                  | 4         |
| Женски | 100    | 22               | 59           | 8              | 5                  | 6         |
| УКУПНО | 223    | 78               | 116          | 14             | 5                  | 10        |

| Пол    | Укупно                    | Пољопривреда, лов и шумарство | Рибарство                            | Вађење руде и камена | Прерађивачка индустрија       |
| ------ | ------------------------- | ----------------------------- | ------------------------------------ | -------------------- | ----------------------------- |
| Мушки  | 55                        | 41                            | 0                                    | 0                    | 1                             |
| Женски | 9                         | 4                             | 0                                    | 0                    | 1                             |
| УКУПНО | 64                        | 45                            | 0                                    | 0                    | 2                             |
| Пол    | Производња и снабдевање   | Грађевинарство                | Трговина                             | Хотели и ресторани   | Саобраћај, складиштење и везе |
| Мушки  | 0                         | 0                             | 0                                    | 0                    | 0                             |
| Женски | 0                         | 0                             | 0                                    | 0                    | 0                             |
| УКУПНО | 0                         | 0                             | 0                                    | 0                    | 0                             |
| Пол    | Финансијско посредовање   | Некретнине                    | Државна управа и одбрана             | Образовање           | Здравствени и социјални рад   |
| Мушки  | 0                         | 0                             | 3                                    | 3                    | 0                             |
| Женски | 0                         | 0                             | 0                                    | 0                    | 0                             |
| УКУПНО | 0                         | 0                             | 3                                    | 3                    | 0                             |
| Пол    | Остале услужне активности | Приватна домаћинства          | Екстериторијалне организације и тела | Непознато            | Непознато                     |
| Мушки  | 0                         | 0                             | 0                                    | 7                    | 7                             |
| Женски | 0                         | 0                             | 0                                    | 4                    | 4                             |
| УКУПНО | 0                         | 0                             | 0                                    | 11                   | 11                            |